# Provinzmuseum Zhejiang

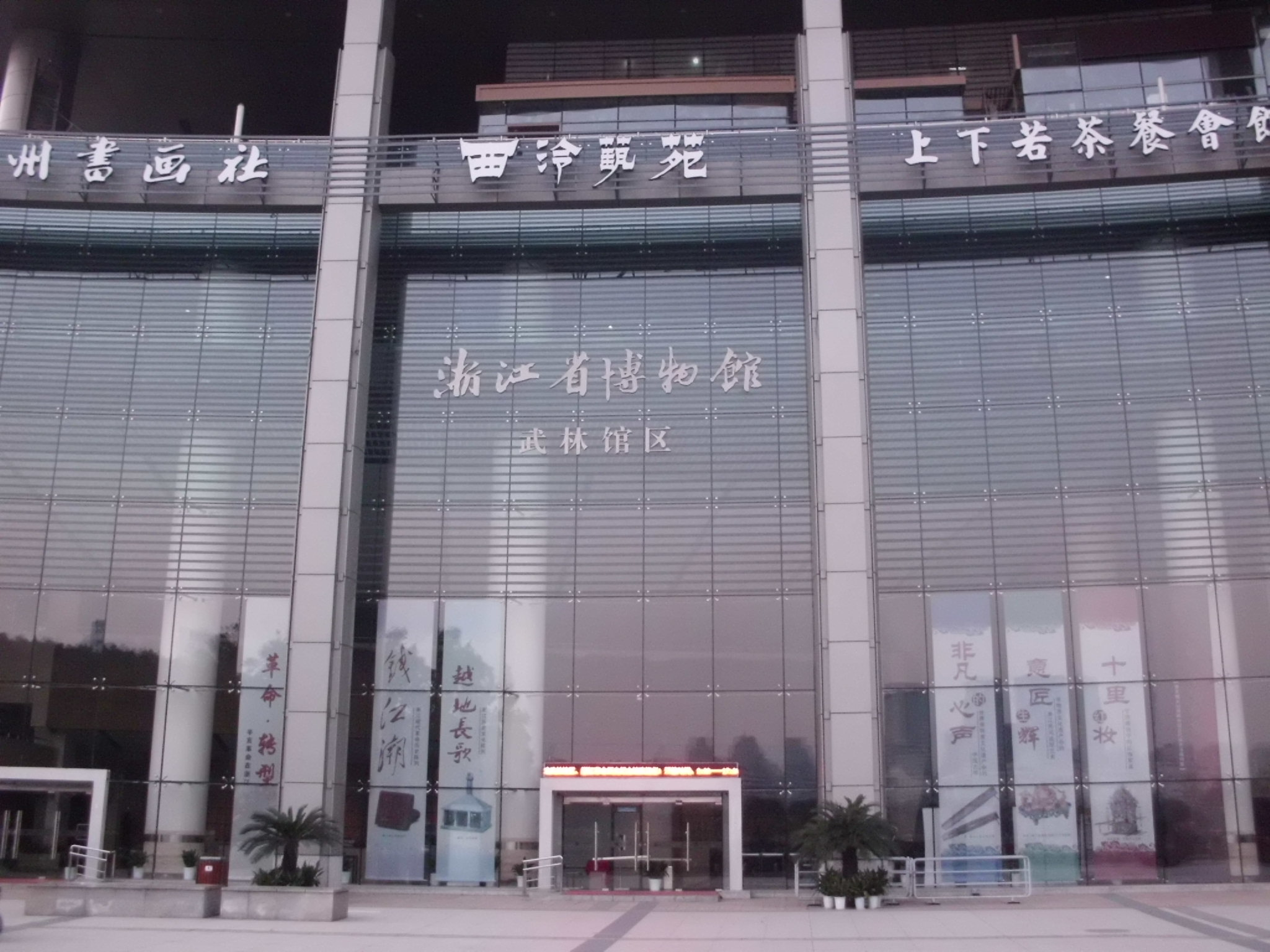
Neubau des Museums

Das Provinzmuseum Zhejiang  (Kurzzeichen: 浙江省博物馆; Langzeichen: 浙江省博物館; Pinyin: Zhèjiāngshěng bówùguǎn; engl. Zhejiang Provincial Museum, abgekürzt ZPM) befindet sich auf der Gushan-Insel (孤山), der größten Insel des Westsees in der Stadt Hangzhou, Provinz Zhejiang, und hat die Adresse Gushan Lu 25. Es ging aus dem im November 1929 gegründeten Zhejiang-Westsee-Museum (Kurzzeichen:浙江省立西湖博物馆; Pinyin: Zhèjiāng shěnglì Xī Hú bówùguǎn) hervor.
Es birgt eine große Vielfalt an Kunst- und Kulturschätzen, darunter jüngere archäologische Funde der neolithischen Hemudu-Kultur.

## Bestände des ZPM
Es beherbergt mehr als 100.000 Objekte. Darunter Keramik-, Lack-, Holz- und Knochenartefakte der Hemudu-Kultur (7000–4500 v. Chr./ 5000–3300 v. Chr.); Jadeartefakte und Seidenstoffe der Liangzhu-Kultur (3400–2000 v. Chr.), Bronzegeräte aus dem Staat Yue 越, Seladonkeramiken der Yue-Brennöfen aus der Tangzeit, vom Longquan-Brennofen der Songzeit und von den regierungseigenen Brennöfen der Südlichen Song. Es finden sich Bronzespiegel aus Huzhou sowie Kalligraphien und Gemälde lokaler Maler aus der Ming- und der Qing-Zeit und weitere bedeutende Kulturschätze.

## Abteilungen und Standorte des ZPM
Das ZPM umfasst drei Abteilungen. Davon ist „Gushan Branch“ die zentrale Anlaufstelle (No. 25 Gushan Road, Hangzhou, Zhejiang PC: 31007).

### Gushan-Abteilung
Gelegen am Südhang des Gushan ist diese Abteilung für die historischen Sammlungen in die Gartenlandschaft des Westsees eingebettet und umfasst 20.400 m² in neun Pavillons und Hallen:
- Galerie historischer und kultureller Funde
- Galerie der Celadon Keramik
- Ausstellung zur antiken Yue-Familie
- Galerie der Edelsteine
- Galerie der Schatz-Sammlung
- Kunstgalerie Lu Xiaguang

Dauerausstellung der Sammlung und der Werke Lu Xiaguangs, Sammler und Maler (1906–1994). Die Gründung der Lu Xiaguang-Kunstgalerie innerhalb der Gushan Abteilung des ZPM geht zurück auf einen Kontakt 1993 mit dem damaligen Ministerpräsidenten Jiang Zemin, in dem Lu Xiaguang sich bereit erklärte, einen Teil seiner Sammlung europäischer Gemälde und seiner eigenen Werke dem chinesischen Staat zu schenken. Lu hielt sich zu jener Zeit in Frankreich auf.

### Galerie Chang Shuhong
Die Galerie Chang Shuhong ist eine Dauerausstellung der 240 Ölgemälde, Gouachen und Skizzen, welche 1999 von der Familie des Malers dem Museum übergeben wurden. Geboren in Hangzhou war Chang Shuhong (常書鴻,  Cháng Shūhǒng) in seiner Jugend in Frankreich. Seit 1937 Lehrer an der „National Art School“ in Hangzhou. 1943 ging er nach Dunhuang, um in 40-jähriger Arbeit die Mogao-Grotten zu erhalten.

### Westsee-Galerie
Die Westsee-Galerie wurde 1999 fertiggestellt. Sie befindet sich an der Stelle der früheren „National Art Gallery“ (mitbegründet von Lin Fengmian und Ai Qing, heute Chinesische Hochschule der Künste). Gezeigt werden die Arbeiten von Kalligraphen und Malern aus Zhejiang, mit Schwerpunkt auf den Werken von Huang Binhong.

### Wenlan-Pavillon
Im Westen der Gushan Abteilung des ZPM befinden sich die Überreste eines kaiserlichen Palastes aus der Qing-Zeit. Zudem der „Wenlan Pavillon“ (文澜阁,  Wénlán gé), eine 1783 gegründete kaiserliche Bibliothek, mit der Aufgabe, eine der insgesamt sieben Kopien des Siku Quanshu aufzubewahren. Die heutige Anlage mit weiteren Gebäuden wurde während der Regierungszeit des Kaisers Guang Xu (1871–1908) errichtet. 2001 wurde der Wenlan Pavillon vom Staatsrat zum „nationalen Kulturerbe Chinas“ erhoben.

### Wulin Abteilung des ZPM
Diese Abteilung des ZPM liegt am West Lake Cultural Square und umfasst zusammen mit der  „Zhejiang Memorial Hall of Revolutionary History“ 20000 m². Das Angebot richtet sich auf patriotische Erziehung und die Geschichte der Chinesischen Revolution. Inbegriffen sind das nicht-materielle kulturelle Erbe Zhejiangs, die volkskundliche Tradition und die historische Literatur. Das Museum soll hier das Zentrum der lokalen Revolutionsgeschichte werden.

### Basis zur Erhaltung von Kulturgütern und für deren wissenschaftliche Erforschung
Diese Abteilung des ZPM wird von der Volksregierung der Provinz Zhejiang finanziert und wurde 2004 fertiggestellt. Ihre Arbeit dient dem Museumssystem der Provinz Zhejiang. Die Erkenntnisse über die Bewahrung kultureller Gegenstände werden der gesamten Provinz zur Verfügung gestellt. Schlüsseltechniken ganz China.

## Aktivitäten des ZPM
Das ZPM führt jährlich etwa 40 temporäre Ausstellungen durch, teils mit chinesischer Thematik, teils mit internationalen Ausstellungen, u. a. aus Deutschland, Frankreich, der Schweiz, Japan und Singapur.